# 紫月季花
紫月季花（学名：Rosa chinensis var. semperflorens）为蔷薇科蔷薇属下的一个变种。

## 扩展阅读
- 維基物種上的相關：紫月季花